# Bo Peep (Toy Story)
 (juillet 2025).
Si vous disposez d'ouvrages ou d'articles de référence ou si vous connaissez des sites web de qualité traitant du thème abordé ici, merci de compléter l'article en donnant les références utiles à sa vérifiabilité et en les liant à la section « Notes et références ».
Bo Peep est un personnage de fiction dans la franchise Toy Story créée par Pixar. Le personnage est interprété par Annie Potts. Bo apparaît dans les deux premiers films comme personnage secondaire, représenté comme un intérêt amoureux pour le protagoniste, le shérif Woody. Après avoir été donnée avant les événements de Toy Story 3, Bo revient en tant que personnage principal dans Toy Story 4. Elle est inspirée par la comptine Little Bo-Peep.